# Gulvicker
Gulvicker (Vicia lutea) är en växtart i familjen ärtväxter.
Kronbladen är blekt gula, ofta med purpurfärgade prickar eller ådror.